# Haley Joel Osment

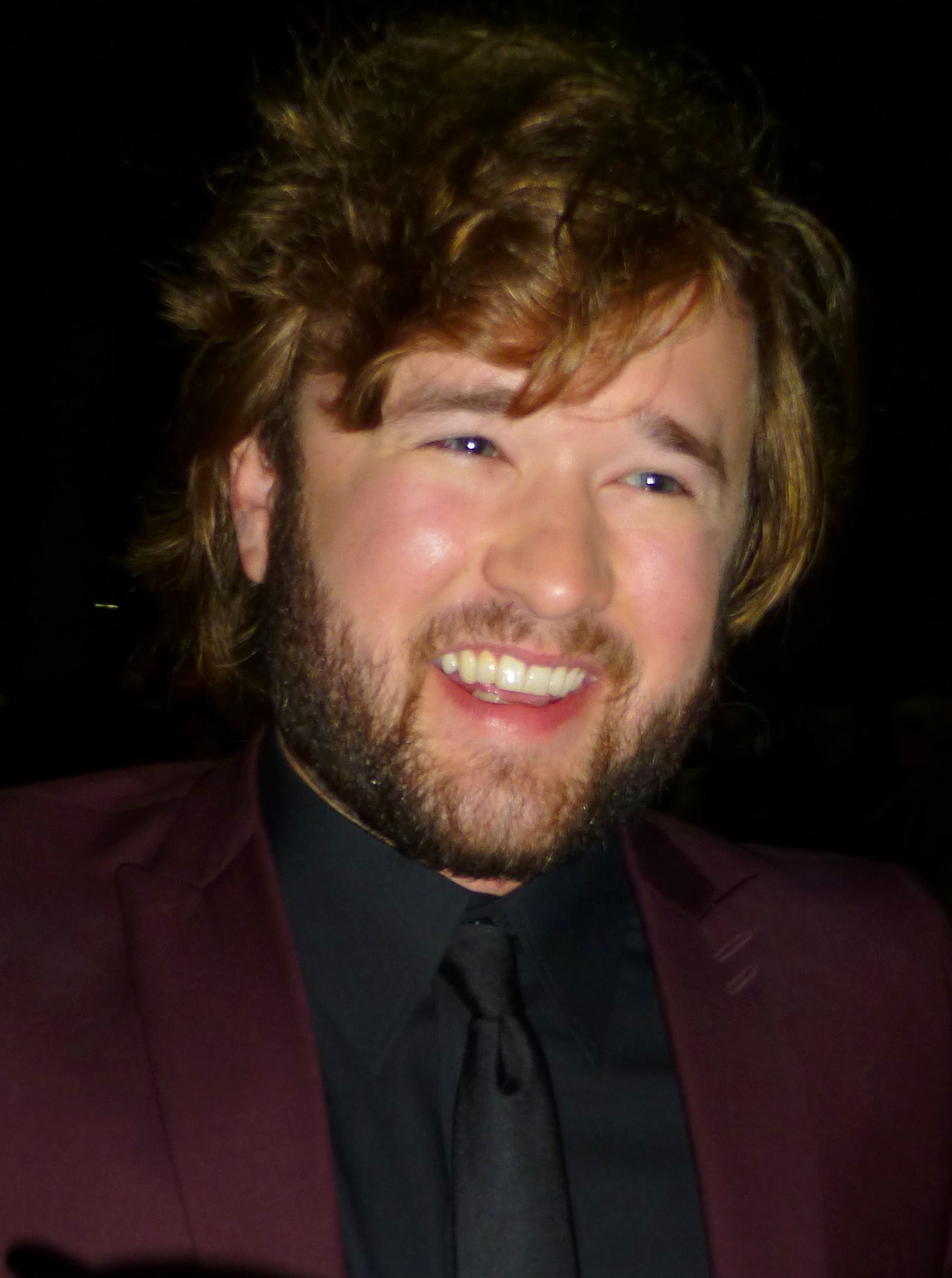
Haley Joel Osment (2014)

Haley Joel Osment (* 10. April 1988 in Los Angeles) ist ein US-amerikanischer Schauspieler. Internationale Bekanntheit erlangte er als Kinderdarsteller im Psychothriller The Sixth Sense aus dem Jahr 1999.

## Leben
Osment gab 1994 als Sechsjähriger sein Filmdebüt in dem Fernsehfilm Die Hölle auf Erden – Der Fall Laurie Kellogg. Im selben Jahr spielte er in Forrest Gump den Sohn der Hauptfigur, die von Tom Hanks dargestellt wurde.
Der Höhepunkt in seiner bisherigen Karriere war der Film The Sixth Sense aus dem Jahr 1999, in dem er einen Jungen spielte, der Menschen sah, die bereits tot waren. Für diese Rolle erhielt Osment eine Oscar-Nominierung als bester Nebendarsteller.

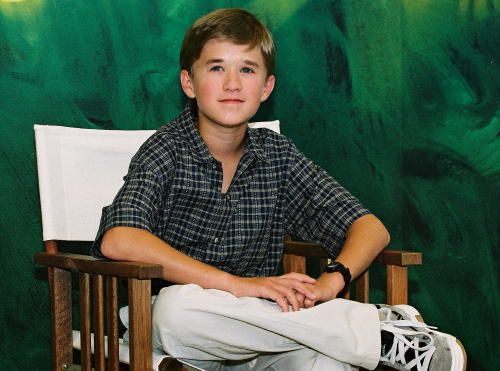
Haley Joel Osment (2001)

Seine nächsten Erfolge waren das Drama Das Glücksprinzip mit Helen Hunt und Kevin Spacey sowie das Science-Fiction-Drama A.I. – Künstliche Intelligenz unter der Regie von Steven Spielberg, in dem er an der Seite von Jude Law einen künstlichen Menschen darstellte.
Nach drei Jahren Drehpause war Osment 2006 in dem Sportdrama Home of the Giants zu sehen. Außerdem ist er der englischsprachige Synchronsprecher der Figuren Sora und Vanitas in der Konsolenreihe Kingdom Hearts.
Von 2007 bis 2011 besuchte er die Tisch School of the Arts in New York.
Seine jüngere Schwester Emily ist ebenfalls Schauspielerin.

## Deutscher Synchronsprecher
Haley Joel Osment hat bislang keinen festen deutschen Synchronsprecher. Jeweils zweimal liehen ihm bisher Constantin von Jascheroff, Hannes Maurer, Wilhelm-Rafael Garth und Filipe Pirl, Max Felder und Kim Hasper ihre Stimmen. Im für seine Karriere besonders wichtigen Film The Sixth Sense (1999) wurde er von Sebastian Günther gesprochen.

## Filmografie (Auswahl)
- 1994: Die Hölle auf Erden – Der Fall Laurie Kellogg (Lies of the Heart: The Story of Laurie Kellogg, Fernsehfilm)
- 1994: Forrest Gump
- 1994: Lifesavers – Die Lebensretter (Mixed Nuts)
- 1995: Mein Partner mit der heißen Braut (For Better or Worse)
- 1996: Bogus
- 1996: Letztes Gefecht Saber River (Last Stand at Saber River)
- 1997: Walker, Texas Ranger (Fernsehserie, Episoden 6x03–6x04)
- 1997: Die Schöne und das Biest – Weihnachtszauber (Beauty and the Beast: The Enchanted Christmas, Stimme von Tassilo)
- 1998: Das Grauen am See (The Lake)
- 1998: Belles zauberhafte Welt (Belle’s Magical World, Stimme von Tassilo)
- 1998: Die Entführung von Häuptling Rothaut (The Ransom of Red Chief, Fernsehfilm)
- 1998: Ein Hauch von Himmel (Touched by an Angel, Fernsehserie, Episode 4x17)
- 1999: Ally McBeal (Fernsehserie, Episode 2x13)
- 1999: The Sixth Sense
- 1999: I’ll Remember April
- 2000: Das Glücksprinzip (Pay It Forward)
- 2001: A.I. – Künstliche Intelligenz (Artificial Intelligence: AI)
- 2001: Edges of the Lord – Verlorene Kinder des Krieges (Edges of the Lord)
- 2002: Der Glöckner von Notre Dame 2 (The Hunchback of Notre Dame II, Stimme von Zephyr)
- 2003: Das Dschungelbuch 2 (The Jungle Book 2, Stimme von Mogli)
- 2003: Löwen aus zweiter Hand (Secondhand Lions)
- 2006: Home of the Giants
- 2010: Montana Amazon
- 2012: Sassy Pants
- 2013: I’ll Follow You Down
- 2013–2014: Alpha House (Fernsehserie, 12 Episoden)
- 2014: The Sex Teacher (Sex Ed)
- 2014: Tusk
- 2015: Entourage
- 2016: Yoga Hosers
- 2017: Izzy Gets the F*ck Across Town
- 2017: Silicon Valley (Fernsehserie, 3 Episoden)
- 2017: Oasis (Pilotfilm)
- 2017, 2019: Future Man (Fernsehserie, 7 Episoden)
- 2017: Schlafwandler (Sleepwalker)
- 2018: Swedish Dicks (Fernsehserie 2. Staffel, 2 Folgen)
- 2018: Akte X – Die unheimlichen Fälle des FBI (The X-Files, Fernsehserie, Episode 11x06)
- 2019: Extremely Wicked, Shockingly Evil and Vile
- 2019: The Devil Has a Name
- 2019: The Boys (Fernsehserie, 2 Episoden)
- 2019–2021: The Kominsky Method (Fernsehserie)
- 2020: Psychedelische Abenteuer: Have a Good Trip! (Have a Good Trip: Adventures in Psychedelics, Dokumentarfilm)
- 2022: Rise of the Teenage Mutant Ninja Turtles: The Movie (Stimme)
- 2023: Jemand, den ich mal kannte (Somebody I Used to Know)
- 2023: Not an Artist
- 2024: Blink Twice
- 2025: Happy Gilmore 2
- 2025: Poker Face (Fernsehserie 2. Staffel, 2 Folgen)
- 2025: Wednesday (Fernsehserie 2. Staffel, Folge 1–3)

## Auszeichnungen
Broadcast Film Critics Association
Gewonnen:
- 2000: Bester Jungdarsteller: The Sixth Sense

Chlotrudis Awards
Nominierungen:
- 2000: Bester Nebendarsteller: The Sixth Sense

Golden Globe Award
Nominierungen:
- 2000: Bester Nebendarsteller: The Sixth Sense

MTV Movie Awards
Gewonnen:
- 2000: Bester Nachwuchsschauspieler: The Sixth Sense

Nominierungen:
- 2000: Bestes Paar: Bruce Willis & Haley Joel Osment für The Sixth Sense

Online Film Critics Society Awards
Gewonnen:
- 1999: Bester Nebendarsteller: The Sixth Sense

Nominierungen:
- 1999: Bestes Debüt: The Sixth Sense

Oscar
Nominierungen:
- 2000: Bester Nebendarsteller: The Sixth Sense

Saturn Awards
Gewonnen:
- 2000: Bester Nachwuchsschauspieler: The Sixth Sense
- 2002: Bester Nachwuchsschauspieler: A.I. – Künstliche Intelligenz

Screen Actors Guild Awards
Nominierungen:
- 2000: Bester Nebendarsteller: The Sixth Sense

Teen Choice Awards
Gewonnen:
- 2000: Film – Choice Breakout Performance: The Sixth Sense